# High-Roller-Turniere der World Series of Poker
Bei der World Series of Poker sowie deren Expansionen werden seit 2013 High-Roller-Turniere in der Variante No Limit Hold’em ausgespielt. Diese Events haben Buy-ins von umgerechnet mindestens 25.000 US-Dollar.

## Bisherige Austragungen

### Übersicht
| Turnierbeginn | Stadt             | Buy-in     | Teilnehmer | Sieger                | Herkunft               | Preisgeld    |
| ------------- | ----------------- | ---------- | ---------- | --------------------- | ---------------------- | ------------ |
| 21. Okt. 2013 | Enghien-les-Bains | 025.600 €A | 080        | Daniel Negreanu       | Kanada                 | 0.725.000 €A |
| 25. Okt. 2014 | Melbourne         | 025.000 A$ | 068        | Mike Leah             | Kanada                 | 0.600.000 A$ |
| 21. Okt. 2015 | Berlin            | 025.600 €A | 064        | Jonathan Duhamel      | Kanada                 | 0.554.395 €A |
| 1. Nov. 2017  | Rozvadov          | 025.000 €A | 113        | Niall Farrell         | Vereinigtes Konigreich | 0.745.287 €A |
| 1. Juni 2018  | Paradise          | 100.000 $A | 105        | Nick Petrangelo       | Vereinigte Staaten     | 2.910.227 $A |
| 13. Juli 2018 | Paradise          | 050.000 $A | 128        | Ben Yu                | Vereinigte Staaten     | 1.650.773 $A |
| 24. Okt. 2018 | Rozvadov          | 025.000 €A | 133        | Michael Addamo        | Australien             | 0.848.702 €A |
| 26. Okt. 2018 | Rozvadov          | 100.000 €A | 095        | Martin Kabrhel        | Tschechien             | 2.624.340 €A |
| 31. Mai 2019  | Paradise          | 050.000 $A | 110        | Ben Heath             | Vereinigtes Konigreich | 1.484.085 $A |
| 11. Juli 2019 | Paradise          | 100.000 $A | 099        | Keith Tilston         | Vereinigte Staaten     | 2.792.406 $A |
| 16. Okt. 2019 | Rozvadov          | 250.000 €A | 030        | James Chen            | Taiwan                 | 2.844.215 €A |
| 18. Okt. 2019 | Rozvadov          | 025.500 €A | 111        | Siamak Tooran         | Deutschland            | 0.740.996 €A |
| 20. Okt. 2019 | Rozvadov          | 025.500 €A | 083        | Kahle Burns           | Australien             | 0.596.883 €A |
| 23. Okt. 2019 | Rozvadov          | 100.000 €A | 072        | Chin Lim              | Malaysia               | 2.172.104 €A |
| 2. Okt. 2021  | Paradise          | 025.000 $A | 135        | Tyler Cornell         | Vereinigte Staaten     | 0.833.289 $A |
| 19. Okt. 2021 | Paradise          | 050.000 $A | 081        | Michael Addamo        | Australien             | 1.132.968 $A |
| 18. Nov. 2021 | Paradise          | 250.000 $A | 033        | Adrián Mateos         | Spanien                | 3.265.362 $A |
| 20. Nov. 2021 | Paradise          | 050.000 $A | 113        | Mikita Badsjakouski   | Belarus                | 1.462.043 $A |
| 21. Nov. 2021 | Paradise          | 100.000 $A | 064        | Michael Addamo        | Australien             | 1.958.569 $A |
| 29. Nov. 2021 | Rozvadov          | 025.000 €A | 072        | Andrij Ljubowezkyj    | Ukraine                | 0.518.430 €A |
| 31. Mai 2022  | Paradise          | 100.000 $A | 046        | David Peters          | Vereinigte Staaten     | 1.166.810 $A |
| 4. Juni 2022  | Paradise          | 025.000 $A | 251        | Chad Eveslage         | Vereinigte Staaten     | 1.415.610 $A |
| 6. Juni 2022  | Paradise          | 050.000 $A | 101        | Jake Schindler        | Vereinigte Staaten     | 1.328.068 $A |
| 19. Juni 2022 | Paradise          | 100.000 $A | 062        | Aleksejs Ponakovs     | Lettland               | 1.897.363 $A |
| 23. Juni 2022 | Paradise          | 250.000 $A | 056        | Alex Foxen            | Vereinigte Staaten     | 4.563.700 $A |
| 14. Juli 2022 | Paradise          | 050.000 $A | 107        | João Vieira           | Portugal               | 1.384.415 $A |
| 7. Nov. 2022  | Rozvadov          | 025.000 €A | 067        | Paul Phua             | Malaysia               | 0.482.433 €A |
| 10. Nov. 2022 | Rozvadov          | 050.000 €A | 045        | Örpen Kısacıkoğlu     | Turkei                 | 0.748.106 €A |
| 30. Mai 2023  | Paradise          | 025.000 $A | 207        | Alexandre Vuilleumier | Schweiz                | 1.215.864 $A |
| 6. Juni 2023  | Paradise          | 025.000 $A | 301        | Isaac Haxton          | Vereinigte Staaten     | 1.698.215 $A |
| 9. Juni 2023  | Paradise          | 050.000 $A | 124        | Leon Sturm            | Deutschland            | 1.546.024 $A |
| 12. Juni 2023 | Paradise          | 100.000 $A | 093        | Jans Arends           | Niederlande            | 2.576.729 $A |
| 16. Juni 2023 | Paradise          | 250.000 $A | 069        | Chris Brewer          | Vereinigte Staaten     | 5.293.556 $A |
| 12. Juli 2023 | Paradise          | 050.000 $A | 176        | Aleks Kulew           | Bulgarien              | 2.087.073 $A |
| 9. Nov. 2023  | Rozvadov          | 050.000 €A | 037        | Santhosh Suvarna      | Indien                 | 0.650.000 €A |
| 8. Dez. 2023  | Paradise Island   | 050.000 $A | 137        | Erik Seidel           | Vereinigte Staaten     | 1.704.400 $  |
| 9. Dez. 2023  | Paradise Island   | 100.000 $A | 111        | Masashi Oya           | Japan                  | 2.940.000 $  |
| 14. Dez. 2023 | Paradise Island   | 010.000 $A | 169        | Dong Chen             | China Volksrepublik    | 0.411.659 $  |

### World Series of Poker Europe 2013

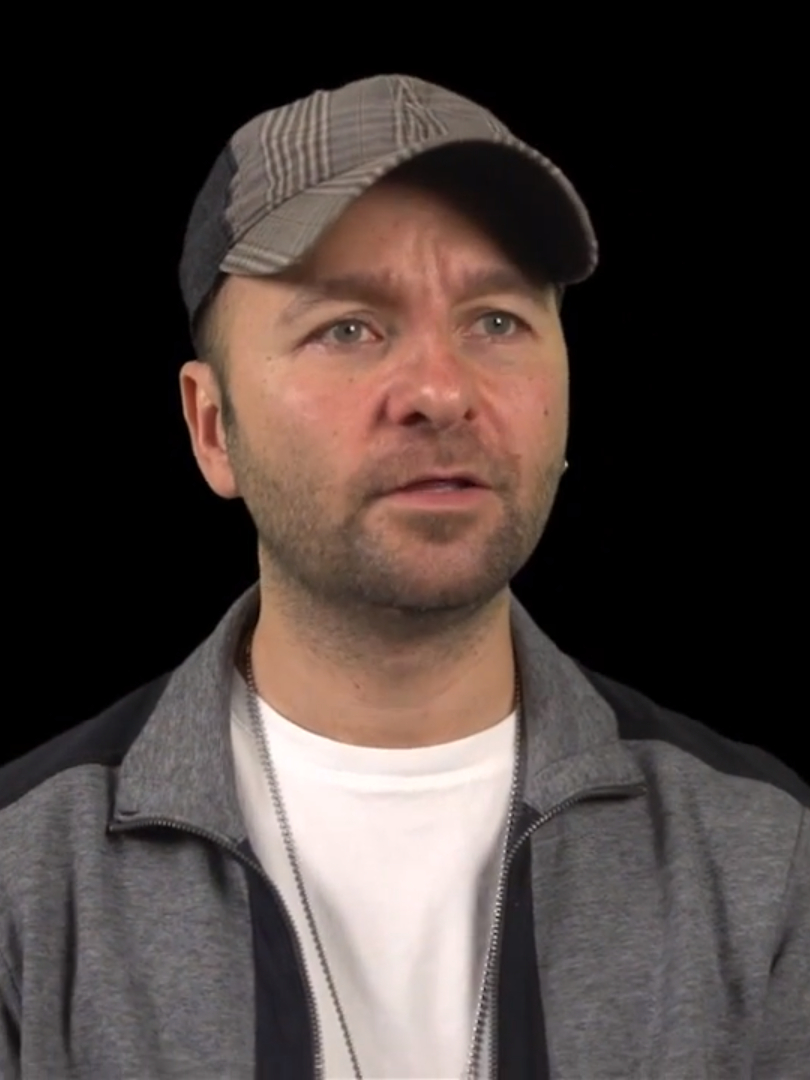
Daniel Negreanu gewann sein sechstes Bracelet

Das achte und letzte Event der World Series of Poker Europe 2013 in Enghien-les-Bains war das High Roller No-Limit Hold’em und kostete 25.600 Euro. Es begann am 21. Oktober 2013 und wurde von Daniel Negreanu gewonnen. Das Turnier lockte 80 Spieler an, für die es 9 bezahlte Plätze gab.
| Platz | Herkunft           | Spieler             | Preisgeld (in €) |
| ----- | ------------------ | ------------------- | ---------------- |
| 1     | Kanada             | Daniel Negreanu     | 725.000          |
| 2     | Brasilien          | Nicolau Villa-Lobos | 450.000          |
| 3     | Deutschland        | Philipp Gruissem    | 250.000          |
| 4     | Vereinigte Staaten | David Peters        | 150.500          |
| 5     | Kanada             | Timothy Adams       | 100.600          |
| 6     | Vereinigte Staaten | Scott Seiver        | 074.600          |
| 7     | Vereinigte Staaten | Jason Koon          | 063.500          |
| 8     | Vereinigte Staaten | Erik Seidel         | 055.400          |
| 9     | Finnland           | Joni Jouhkimainen   | 050.400          |

### World Series of Poker Asia Pacific 2014

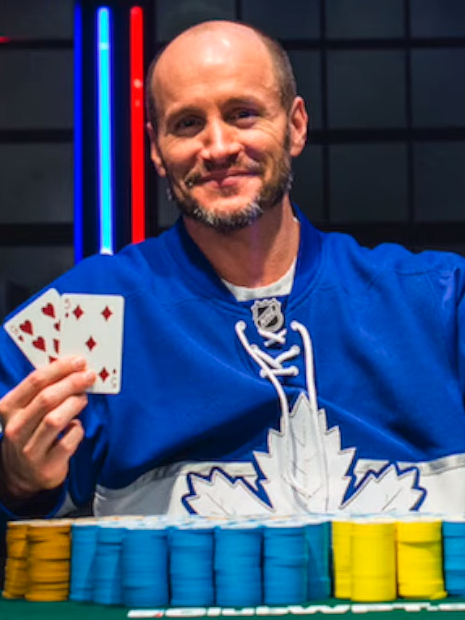
Mike Leah gewann sein erstes Bracelet

Das zehnte und letzte Event der World Series of Poker Asia Pacific 2014 in Melbourne war das High Roller No-Limit Hold’em und kostete 25.000 Australische Dollar. Es begann am 15. Oktober 2014 und wurde von Mike Leah gewonnen. Das Turnier lockte 68 Spieler an, für die es 8 bezahlte Plätze gab.
| Platz | Herkunft           | Spieler           | Preisgeld (in A$) |
| ----- | ------------------ | ----------------- | ----------------- |
| 1     | Kanada             | Mike Leah         | 600.000           |
| 2     | Neuseeland         | David Yan         | 360.025           |
| 3     | Vereinigte Staaten | Jesse Sylvia      | 216.811           |
| 4     | Kanada             | Jonathan Duhamel  | 145.003           |
| 5     | Australien         | Sam Khoueis       | 110.078           |
| 6     | Vereinigte Staaten | Brian Roberts     | 085.027           |
| 7     | Australien         | Sam Higgs         | 065.035           |
| 8     | Australien         | Andrew Hinrichsen | 050.021           |

### World Series of Poker Europe 2015

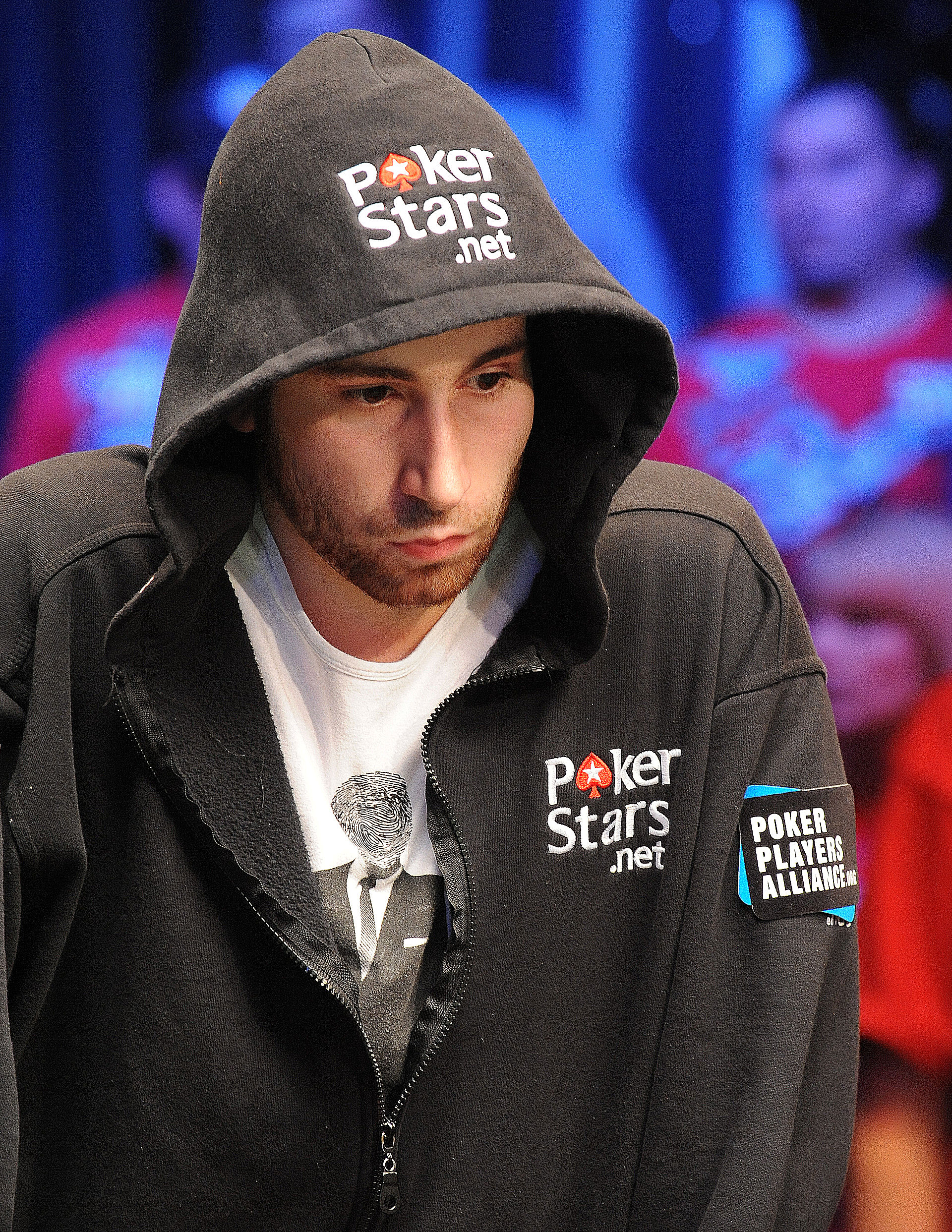
Jonathan Duhamel gewann sein drittes Bracelet

Das zehnte und letzte Event der World Series of Poker Europe 2015 in Berlin war das High Roller No-Limit Hold’em und kostete 25.600 Euro. Es begann am 21. Oktober 2015 und wurde von Jonathan Duhamel gewonnen. Das Turnier lockte 64 Spieler an, für die es 7 bezahlte Plätze gab.
| Platz | Herkunft    | Spieler             | Preisgeld (in €) |
| ----- | ----------- | ------------------- | ---------------- |
| 1     | Kanada      | Jonathan Duhamel    | 554.395          |
| 2     | Belgien     | Davidi Kitai        | 342.620          |
| 3     | Italien     | Mustapha Kanit      | 227.145          |
| 4     | Kanada      | Samuel Chartier     | 160.775          |
| 5     | Deutschland | Christoph Vogelsang | 121.020          |
| 6     | Deutschland | Fedor Holz          | 096.625          |
| 7     | Kanada      | Timothy Adams       | 081.420          |

### World Series of Poker Europe 2017

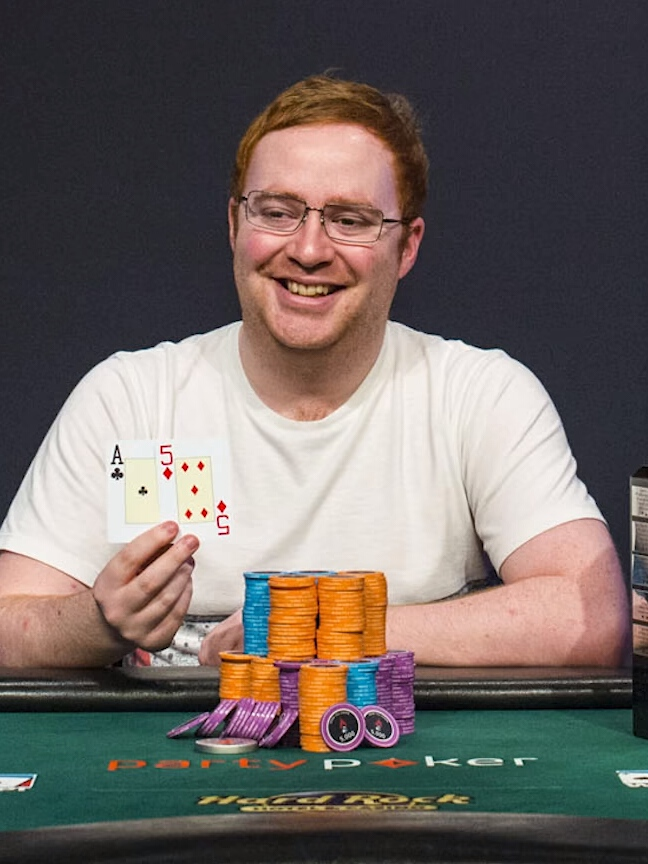
Niall Farrell vollendete die Triple Crown

Das neunte Event der World Series of Poker Europe 2017 in Rozvadov war das No-Limit Hold’em High Roller und kostete 25.000 Euro. Es begann am 1. November 2017 und wurde von Niall Farrell gewonnen, der damit die Triple Crown vollendete. Das Turnier lockte 113 Spieler an, für die es 17 bezahlte Plätze gab.
| Platz | Herkunft               | Spieler            | Preisgeld (in €) |
| ----- | ---------------------- | ------------------ | ---------------- |
| 1     | Vereinigtes Konigreich | Niall Farrell      | 745.287          |
| 2     | Frankreich             | Benjamin Pollak    | 460.622          |
| 3     | Deutschland            | Claas Segebrecht   | 321.863          |
| 4     | Vereinigte Staaten     | Ryan Riess         | 230.071          |
| 5     | Frankreich             | Sylvain Loosli     | 168.323          |
| 6     | Vereinigtes Konigreich | Andrew Leathem     | 126.113          |
| 7     | Deutschland            | Stefan Schillhabel | 096.819          |
| 8     | Frankreich             | Antoine Saout      | 076.209          |
| 9     | Deutschland            | Ole Schemion       | 061.544          |

### World Series of Poker 2018

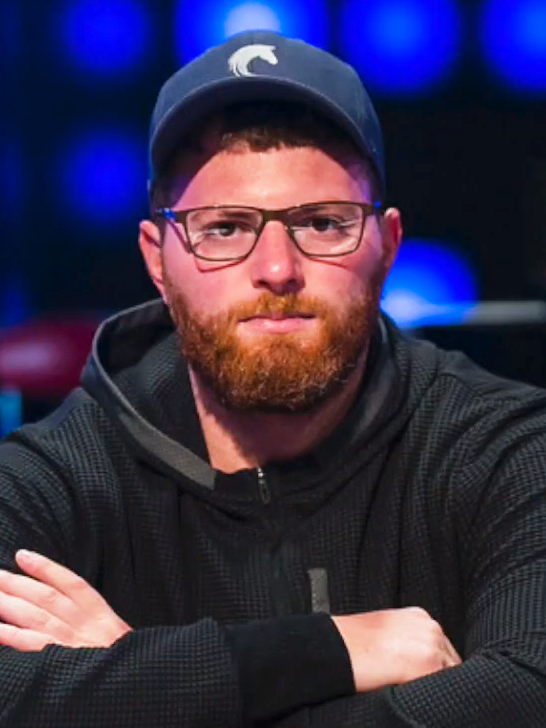
Nick Petrangelo gewann sein zweites Bracelet

Bei der World Series of Poker 2018 am Las Vegas Strip wurden zwei High Roller ausgespielt. Das fünfte Event der Serie kostete 100.000 US-Dollar und begann am 1. Juni 2018. Dabei gewann Nick Petrangelo sein zweites Bracelet. Für die 105 Spieler gab es 16 bezahlte Plätze.

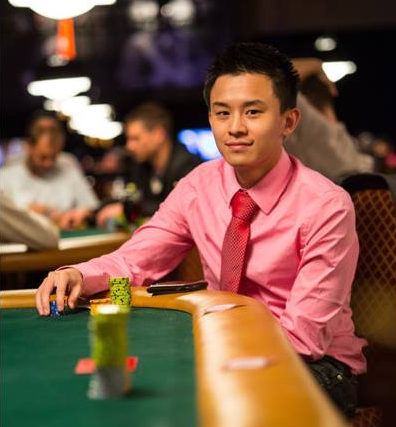
Ben Yu gewann sein drittes Bracelet

| Platz | Herkunft               | Spieler          | Preisgeld (in $) |
| ----- | ---------------------- | ---------------- | ---------------- |
| 1     | Vereinigte Staaten     | Nick Petrangelo  | 2.910.227        |
| 2     | Vereinigte Staaten     | Elio Fox         | 1.798.658        |
| 3     | Vereinigtes Konigreich | Aymon Hata       | 1.247.230        |
| 4     | Deutschland            | Andreas Eiler    | 0.886.793        |
| 5     | Vereinigte Staaten     | Bryn Kenney      | 0.646.927        |
| 6     | Vereinigtes Konigreich | Stephen Chidwick | 0.484.551        |
| 7     | Vereinigte Staaten     | Jason Koon       | 0.372.894        |
| 8     | Spanien                | Adrián Mateos    | 0.295.066        |
| 9     | Deutschland            | Fedor Holz       | 0.240.265        |

 Das zweite High Roller startete am 13. Juli 2018 und kostete 50.000 US-Dollar. Ben Yu sicherte sich dabei sein drittes Bracelet. Für die 128 Spieler gab es 20 bezahlte Plätze.
| Platz | Herkunft           | Spieler         | Preisgeld (in $) |
| ----- | ------------------ | --------------- | ---------------- |
| 1     | Vereinigte Staaten | Ben Yu          | 1.650.773        |
| 2     | Vereinigte Staaten | Sean Winter     | 1.020.253        |
| 3     | Vereinigte Staaten | Nick Petrangelo | 0.720.103        |
| 4     | Vereinigte Staaten | Isaac Haxton    | 0.518.882        |
| 5     | Russland           | Igor Kurganow   | 0.381.874        |
| 6     | Deutschland        | Manig Löser     | 0.287.174        |
| 7     | Vereinigte Staaten | John Racener    | 0.220.777        |
| 8     | Vereinigte Staaten | Jake Schindler  | 0.173.604        |
| 9     | Vereinigte Staaten | Elio Fox        | 0.139.699        |

### World Series of Poker Europe 2018

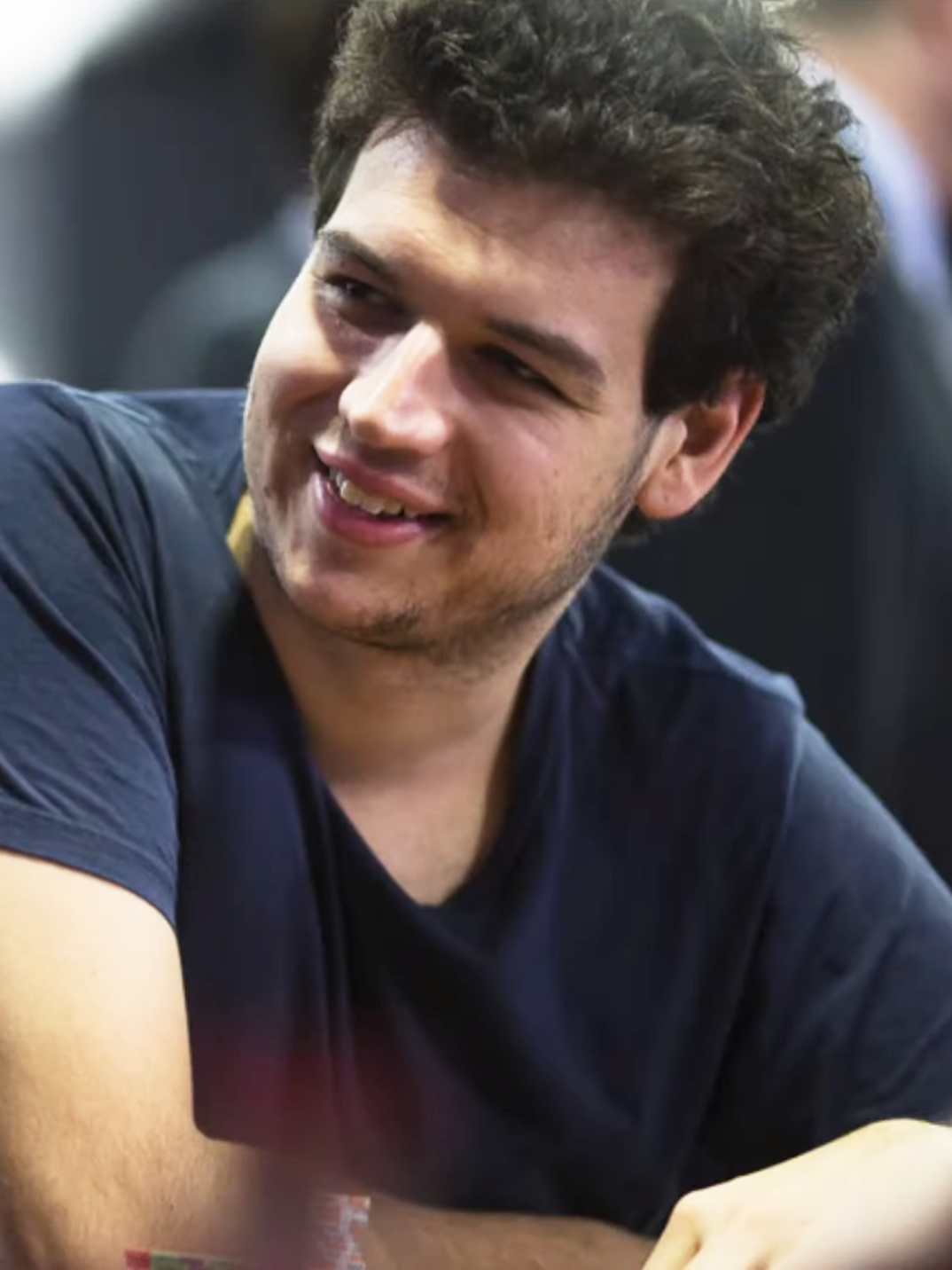
Michael Addamo gewann sein zweites Bracelet

Bei der World Series of Poker Europe 2018 in Rozvadov wurden zwei High Roller ausgespielt. Das achte Event der Serie startete am 24. Oktober 2018 und kostete 25.000 Euro Buy-in zuzüglich 500 Euro Turniergebühr. Der Australier Michael Addamo gewann sein zweites Bracelet. Für die 133 Teilnehmer gab es 20 bezahlte Plätze.

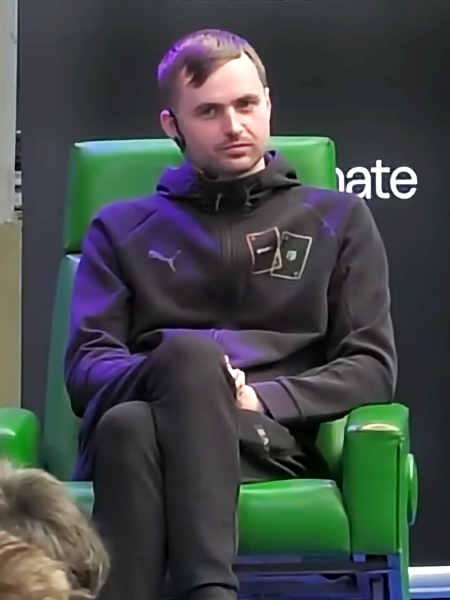
Martin Kabrhel sicherte sich sein zweites Bracelet

| Platz | Herkunft           | Spieler             | Preisgeld (in €) |
| ----- | ------------------ | ------------------- | ---------------- |
| 1     | Australien         | Michael Addamo      | 848.702          |
| 2     | Deutschland        | Christian Rudolph   | 524.532          |
| 3     | Frankreich         | Benjamin Pollak     | 370.219          |
| 4     | Belarus            | Mikita Badsjakouski | 266.767          |
| 5     | Deutschland        | Dominik Nitsche     | 196.328          |
| 6     | Hongkong           | Winfred Yu          | 147.642          |
| 7     | Vereinigte Staaten | James Romero        | 113.505          |
| 8     | Deutschland        | Manig Löser         | 089.253          |
| 9     | Osterreich         | Matthias Eibinger   | 071.821          |

 Das Super High Roller mit einem Buy-in von 100.000 Euro begann am 26. Oktober 2018. Martin Kabrhel gewann sein zweites Bracelet. 95 Spieler meldeten sich an, 15 Plätze wurden bezahlt.
| Platz | Herkunft           | Spieler             | Preisgeld (in €) |
| ----- | ------------------ | ------------------- | ---------------- |
| 1     | Tschechien         | Martin Kabrhel      | 2.624.340        |
| 2     | Vereinigte Staaten | David Peters        | 1.621.960        |
| 3     | Deutschland        | Julian Thomas       | 1.116.308        |
| 4     | Belarus            | Mikita Badsjakouski | 0.789.612        |
| 5     | Deutschland        | Dominik Nitsche     | 0.574.466        |
| 6     | Deutschland        | Jan Schwippert      | 0.430.217        |
| 7     | Spanien            | Adrián Mateos       | 0.331.943        |
| 8     | Australien         | Michael Addamo      | 0.264.110        |
| 9     | Kanada             | Timothy Adams       | 0.216.908        |

### World Series of Poker 2019
Bei der World Series of Poker 2019 am Las Vegas Strip wurden zwei High Roller ausgespielt. Das fünfte Event der Serie kostete 50.000 US-Dollar und begann am 31. Mai 2019, gewonnen wurde es vom Briten Ben Heath. Für die 110 Spieler gab es 17 bezahlte Plätze.
| Platz | Herkunft               | Spieler              | Preisgeld (in $) |
| ----- | ---------------------- | -------------------- | ---------------- |
| 1     | Vereinigtes Konigreich | Ben Heath            | 1.484.085        |
| 2     | Vereinigte Staaten     | Andrew Lichtenberger | 0.917.232        |
| 3     | Vereinigte Staaten     | Sam Soverel          | 0.640.924        |
| 4     | Russland               | Dmitri Jurassow      | 0.458.138        |
| 5     | Vereinigte Staaten     | Nick Petrangelo      | 0.335.181        |
| 6     | Vereinigte Staaten     | Chance Kornuth       | 0.251.128        |
| 7     | Vereinigte Staaten     | Elio Fox             | 0.192.794        |
| 8     | Vereinigte Staaten     | Cary Katz            | 0.151.755        |
| 9     | Vereinigte Staaten     | David Einhorn        | 0.122.551        |

 Das 83. Turnier war mit einem Buy-in von 100.000 US-Dollar das teuerste Event der Serie und startete am 11. Juli 2019, dabei setzte sich Keith Tilston als Sieger durch. Für die 99 Spieler gab es 15 bezahlte Plätze.
| Platz | Herkunft           | Spieler             | Preisgeld (in $) |
| ----- | ------------------ | ------------------- | ---------------- |
| 1     | Vereinigte Staaten | Keith Tilston       | 2.792.406        |
| 2     | Kanada             | Daniel Negreanu     | 1.725.838        |
| 3     | Vereinigte Staaten | Nick Schulman       | 1.187.802        |
| 4     | Russland           | Igor Kurganow       | 0.840.183        |
| 5     | Vereinigte Staaten | Brandon Adams       | 0.611.258        |
| 6     | Deutschland        | Dominik Nitsche     | 0.457.772        |
| 7     | Spanien            | Sergi Reixach       | 0.353.202        |
| 8     | Deutschland        | Christoph Vogelsang | 0.281.025        |
| 9     | Taiwan             | James Chen          | 0.230.801        |

### World Series of Poker Europe 2019
Bei der World Series of Poker Europe 2019 in Rozvadov wurden vier High Roller ausgespielt. Das vierte Event der Serie startete am 16. Oktober 2019 und kostete 250.000 Euro, gewonnen wurde es vom Taiwaner James Chen. Für die 30 Spieler gab es 5 bezahlte Plätze.
| Platz | Herkunft           | Spieler             | Preisgeld (in €) |
| ----- | ------------------ | ------------------- | ---------------- |
| 1     | Taiwan             | James Chen          | 2.844.215        |
| 2     | Malaysia           | Chin Lim            | 1.757.857        |
| 3     | Deutschland        | Christoph Vogelsang | 1.185.161        |
| 4     | Litauen            | Tony G              | 0.799.045        |
| 5     | Vereinigte Staaten | Cary Katz           | 0.538.722        |

 Das sechste Event der Turnierserie wurde ab dem 18. Oktober 2019 mit Short Deck gespielt und kostete 25.500 Euro, der Deutsche Siamak Tooran setzte sich als Sieger durch. Für die 111 Spieler gab es 17 bezahlte Plätze.
| Platz | Herkunft               | Spieler           | Preisgeld (in €) |
| ----- | ---------------------- | ----------------- | ---------------- |
| 1     | Deutschland            | Siamak Tooran     | 740.996          |
| 2     | Vereinigte Staaten     | Thai Ha           | 457.964          |
| 3     | Turkei                 | Örpen Kısacıkoğlu | 323.553          |
| 4     | Israel                 | Netanel Amedi     | 230.807          |
| 5     | Schweiz                | Besim Hot         | 166.258          |
| 6     | Vereinigtes Konigreich | Robert Yong       | 120.946          |
| 7     | Vereinigte Staaten     | Jonathan Depa     | 088.861          |
| 8     | Italien                | Dario Sammartino  | 088.861          |
| 9     | Vereinigte Staaten     | Phil Ivey         | 065.947          |

 Das achte Event nannte sich Platinum High Roller und kostete 25.500 Euro. Es wurde ab dem 20. Oktober 2019 gespielt und vom Australier Kahle Burns gewonnen. Für die 83 Spieler gab es 13 bezahlte Plätze.
| Platz | Herkunft               | Spieler           | Preisgeld (in €) |
| ----- | ---------------------- | ----------------- | ---------------- |
| 1     | Australien             | Kahle Burns       | 596.883          |
| 2     | Vereinigtes Konigreich | Sam Trickett      | 368.899          |
| 3     | Deutschland            | Hossein Ensan     | 251.837          |
| 4     | Niederlande            | Hakim Zoufri      | 177.062          |
| 5     | Kanada                 | Timothy Adams     | 128.326          |
| 6     | Vereinigte Staaten     | Alex Foxen        | 095.962          |
| 7     | Deutschland            | Anton Morgenstern | 074.117          |
| 8     | Australien             | Robert Campbell   | 059.189          |
| 9     | Ungarn                 | László Bujtás     | 048.929          |

 Das zwölfte Turnier der Serie, das Diamond High Roller, startete am 23. Oktober 2019 und hatte einen Buy-in von 100.000 Euro. Als Sieger ging der Malaysier Chin Lim hervor. Für die 72 Spieler gab es 11 bezahlte Plätze.
| Platz | Herkunft           | Spieler             | Preisgeld (in €) |
| ----- | ------------------ | ------------------- | ---------------- |
| 1     | Malaysia           | Chin Lim            | 2.172.104        |
| 2     | Frankreich         | Jean-Noël Thorel    | 1.342.459        |
| 3     | Russland           | Anatoli Filatow     | 0.907.301        |
| 4     | Deutschland        | Christoph Vogelsang | 0.633.336        |
| 5     | Osterreich         | Matthias Eibinger   | 0.457.107        |
| 6     | Deutschland        | Ole Schemion        | 0.341.510        |
| 7     | Hongkong           | Daniel Tang         | 0.264.440        |
| 8     | Vereinigte Staaten | Phil Ivey           | 0.212.504        |
| 9     | Deutschland        | Daniel Pidun        | 0.177.477        |

### World Series of Poker 2020
Bei der World Series of Poker 2020 am Las Vegas Strip sollten fünf High Roller mit Buy-ins zwischen 25.000 und 250.000 US-Dollar ausgespielt werden. Aufgrund der COVID-19-Pandemie wurde die Turnierserie jedoch nicht veranstaltet.

### World Series of Poker 2021
Für die World Series of Poker 2021 am Las Vegas Strip waren im Oktober und November 2021 fünf High Roller mit Buy-ins zwischen 25.000 und 250.000 US-Dollar angesetzt. Das sechste Event der Turnierserie startete am 2. Oktober 2021 und hatte einen Buy-in von 25.000 US-Dollar. Das Bracelet sicherte sich Tyler Cornell. Für die 135 Spieler gab es 21 bezahlte Plätze.

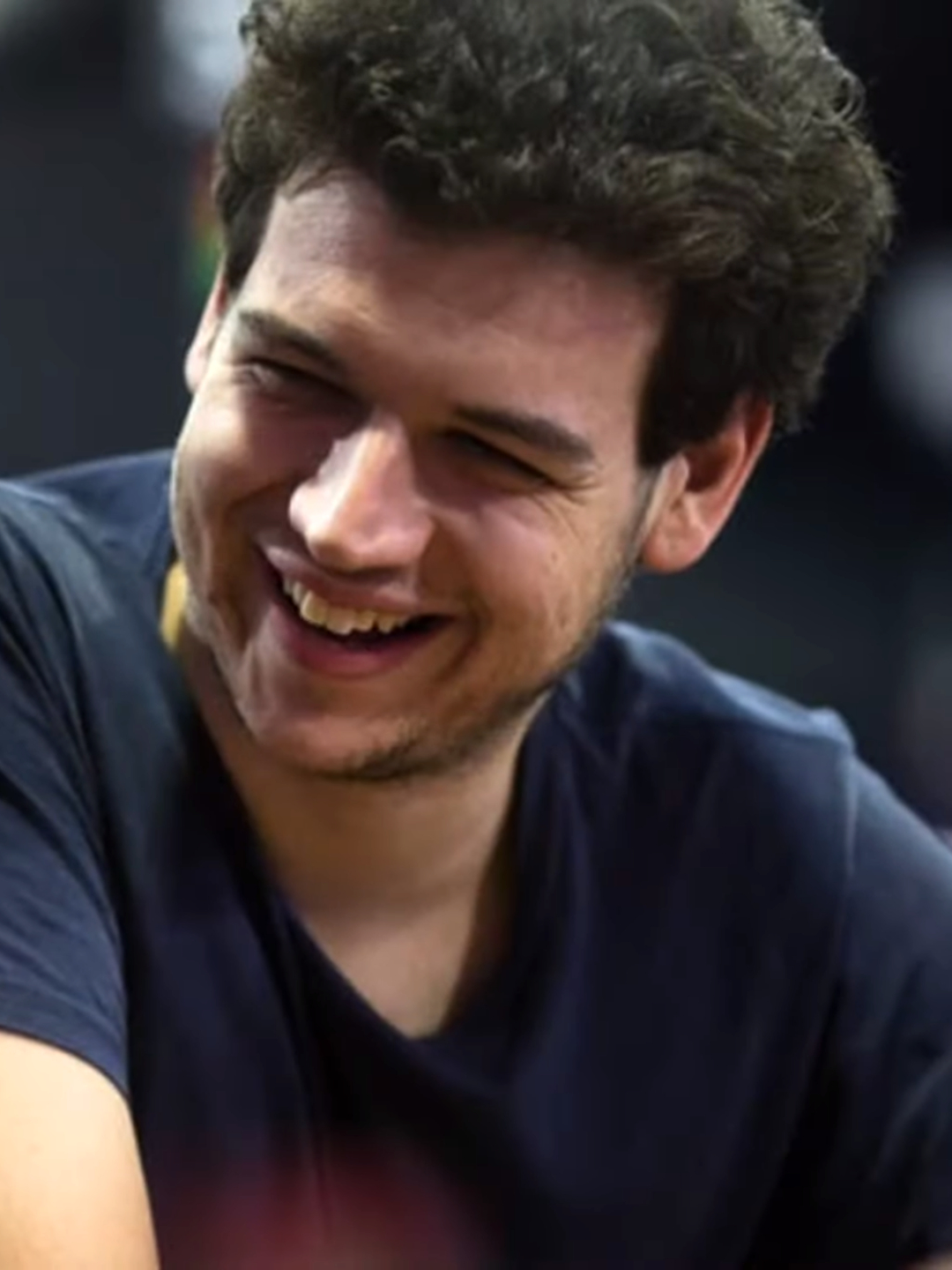
Michael Addamo gewann sein drittes Bracelet

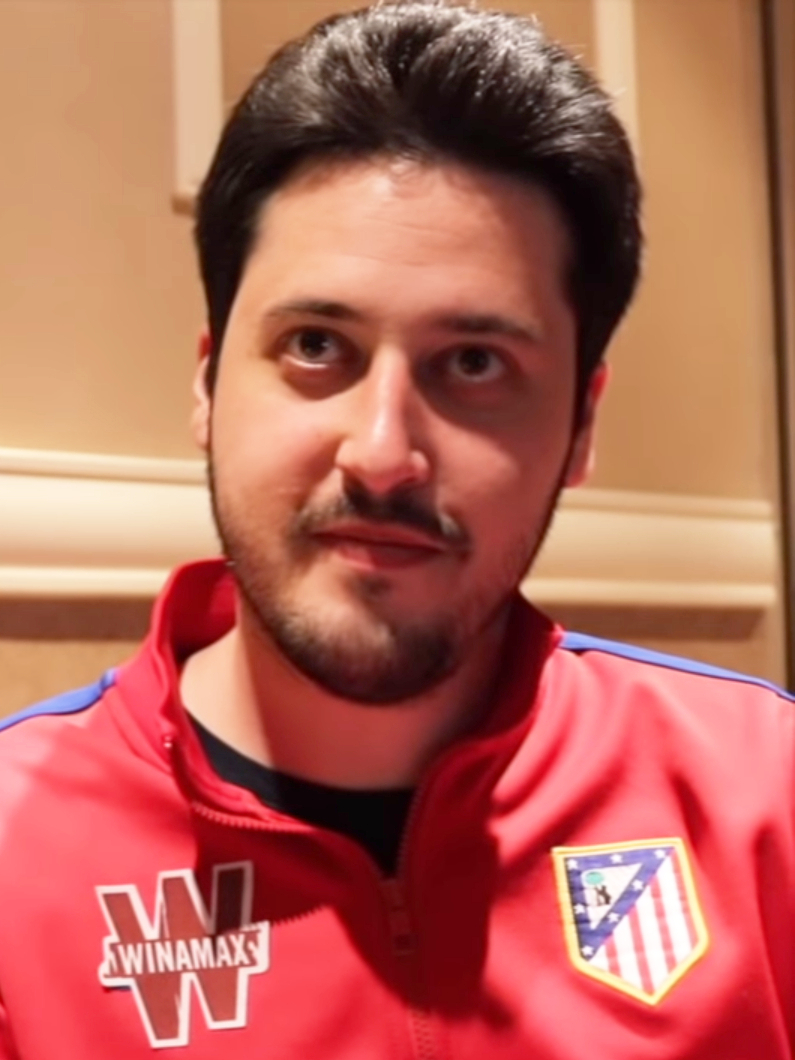
Adrián Mateos erhielt sein viertes Bracelet

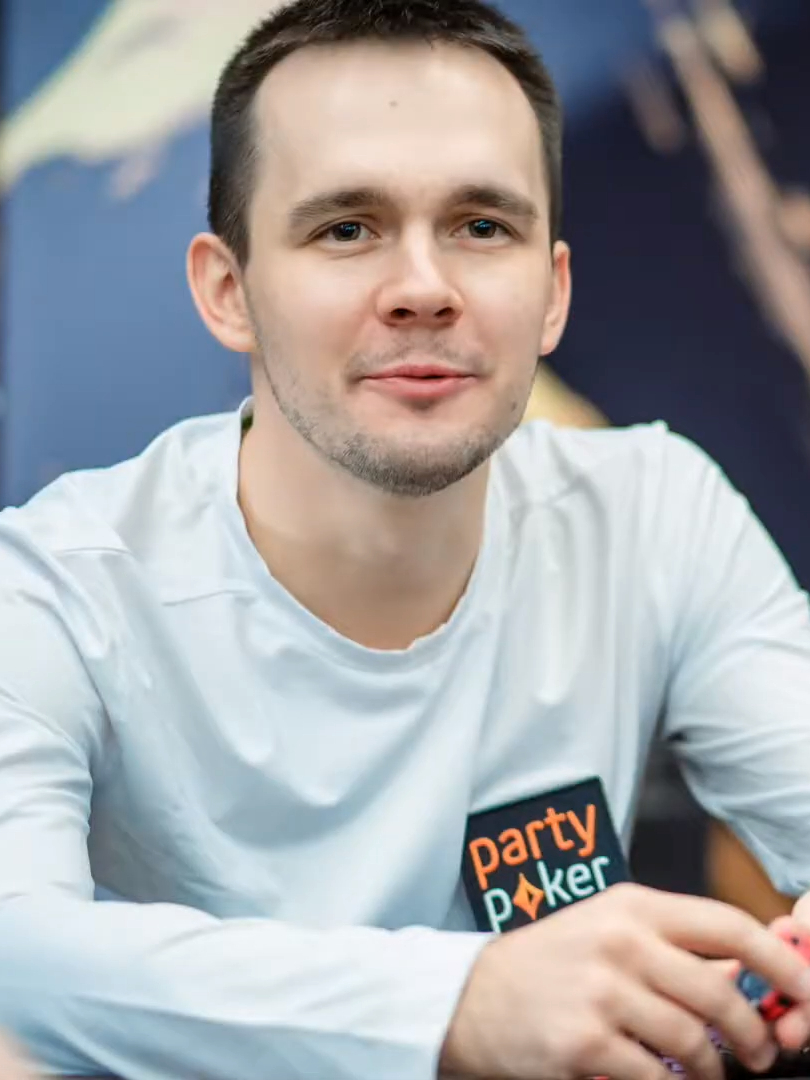
Mikita Badsjakouski gewann sein erstes Bracelet

| Platz | Herkunft               | Spieler        | Preisgeld (in $) |
| ----- | ---------------------- | -------------- | ---------------- |
| 1     | Vereinigte Staaten     | Tyler Cornell  | 833.289          |
| 2     | Vereinigte Staaten     | Michael Liang  | 515.014          |
| 3     | Spanien                | Adrián Mateos  | 381.870          |
| 4     | Vereinigte Staaten     | Jonathan Jaffe | 286.202          |
| 5     | Italien                | Mustapha Kanit | 216.842          |
| 6     | Vereinigte Staaten     | Mohammad Arani | 166.102          |
| 7     | Vereinigtes Konigreich | Paul Newey     | 128.654          |
| 8     | Vereinigte Staaten     | Adam Hendrix   | 100.773          |
| 9     | Vereinigte Staaten     | Jason Koon     | 079.834          |

 Das zweite High Roller mit einem Buy-in von 50.000 US-Dollar startete am 19. Oktober 2021. Der Australier Michael Addamo sicherte sich sein drittes Bracelet und wurde zum ersten Spieler, der zwei High-Roller-Turnier der WSOP für sich entschied. Für die 81 Spieler gab es 13 bezahlte Plätze.
| Platz | Herkunft           | Spieler        | Preisgeld (in $) |
| ----- | ------------------ | -------------- | ---------------- |
| 1     | Australien         | Michael Addamo | 1.132.968        |
| 2     | Vereinigte Staaten | Justin Bonomo  | 0.700.228        |
| 3     | Vereinigte Staaten | Gal Yifrach    | 0.495.305        |
| 4     | Vereinigte Staaten | Erik Seidel    | 0.358.665        |
| 5     | Vereinigte Staaten | Chris Hunichen | 0.266.031        |
| 6     | Vereinigte Staaten | Bin Weng       | 0.202.236        |
| 7     | Vereinigte Staaten | Sam Soverel    | 0.157.666        |
| 8     | Italien            | Mustapha Kanit | 0.126.141        |
| 9     | Deutschland        | Leonard Maue   | 0.103.635        |

 Das 250.000 US-Dollar teure Super High Roller wurde vom 18. bis 20. November 2021 gespielt. Der Spanier Adrián Mateos gewann sein viertes Bracelet. Für die 33 Spieler gab es 5 bezahlte Plätze.
| Platz | Herkunft               | Spieler       | Preisgeld (in $) |
| ----- | ---------------------- | ------------- | ---------------- |
| 1     | Spanien                | Adrián Mateos | 3.265.362        |
| 2     | Vereinigtes Konigreich | Ben Heath     | 2.018.148        |
| 3     | Vereinigte Staaten     | John Kincaid  | 1.370.575        |
| 4     | Vereinigte Staaten     | Seth Davies   | 0.930.791        |
| 5     | Vereinigte Staaten     | Keith Tilston | 0.632.124        |

 Am 20. November 2021 startete ein 50.000 US-Dollar teures Event. Der Belarusse Mikita Badsjakouski erhielt für seinen Sieg sein erstes Bracelet. Für die 113 Spieler gab es 17 bezahlte Plätze.
| Platz | Herkunft                | Spieler                  | Preisgeld (in $) |
| ----- | ----------------------- | ------------------------ | ---------------- |
| 1     | Belarus                 | Mikita Badsjakouski      | 1.462.043        |
| 2     | Vereinigte Staaten      | Ren Lin                  | 0.903.610        |
| 3     | Kanada                  | Daniel Negreanu          | 0.661.041        |
| 4     | Vereinigte Staaten      | Jason Koon               | 0.489.585        |
| 5     | Vereinigtes Konigreich  | Stephen Chidwick         | 0.367.153        |
| 6     | Bosnien und Herzegowina | Almedin Imširović        | 0.278.840        |
| 7     | Vereinigte Staaten      | Carlos Chadha-Villamarin | 0.214.496        |
| 8     | Portugal                | João Vieira              | 0.167.153        |
| 9     | Vereinigte Staaten      | Ryan Leng                | 0.131.982        |

 Das letzte High-Roller-Event der Serie mit einem Buy-in von 100.000 US-Dollar lief vom 21. bis 23. November 2021. Dort gewann Michael Addamo sein zweites High-Roller-Event der Serie und sein insgesamt viertes Bracelet. Für die 64 Spieler gab es 10 bezahlte Plätze.
| Platz | Herkunft               | Spieler             | Preisgeld (in $) |
| ----- | ---------------------- | ------------------- | ---------------- |
| 1     | Australien             | Michael Addamo      | 1.958.569        |
| 2     | Vereinigte Staaten     | Kevin Rabichow      | 1.210.487        |
| 3     | Vereinigte Staaten     | Sam Soverel         | 0.830.992        |
| 4     | Vereinigte Staaten     | Sean Perry          | 0.590.344        |
| 5     | Danemark               | Henrik Hecklen      | 0.434.523        |
| 6     | Kanada                 | Sorel Mizzi         | 0.331.806        |
| 7     | Vereinigtes Konigreich | Sam Grafton         | 0.263.227        |
| 8     | Belarus                | Mikita Badsjakouski | 0.217.274        |
| 9     | Vereinigte Staaten     | Bill Klein          | 0.186.909        |

### World Series of Poker Europe 2021
Bei der World Series of Poker Europe 2021 in Rozvadov wurde vom 29. November bis 1. Dezember 2021 das Platinum High Roller mit einem Buy-in von 25.000 Euro gespielt. Als Sieger ging der Ukrainer Andrij Ljubowezkyj hervor. Für die 72 Spieler gab es 11 bezahlte Plätze.
| Platz | Herkunft           | Spieler            | Preisgeld (in €) |
| ----- | ------------------ | ------------------ | ---------------- |
| 1     | Ukraine            | Andrij Ljubowezkyj | 518.430          |
| 2     | Finnland           | Joni Jouhkimainen  | 320.415          |
| 3     | Norwegen           | Tom-Aksel Bedell   | 220.905          |
| 4     | Tschechien         | Martin Kabrhel     | 157.295          |
| 5     | Vereinigte Staaten | Jordan Westmorland | 115.795          |
| 6     | Schweiz            | Didier Rabl        | 088.230          |
| 7     | Deutschland        | Ole Schemion       | 069.675          |
| 8     | Deutschland        | Thomer Pidun       | 057.095          |
| 9     | Bulgarien          | Fachredin Mustafow | 048.620          |

### World Series of Poker 2022

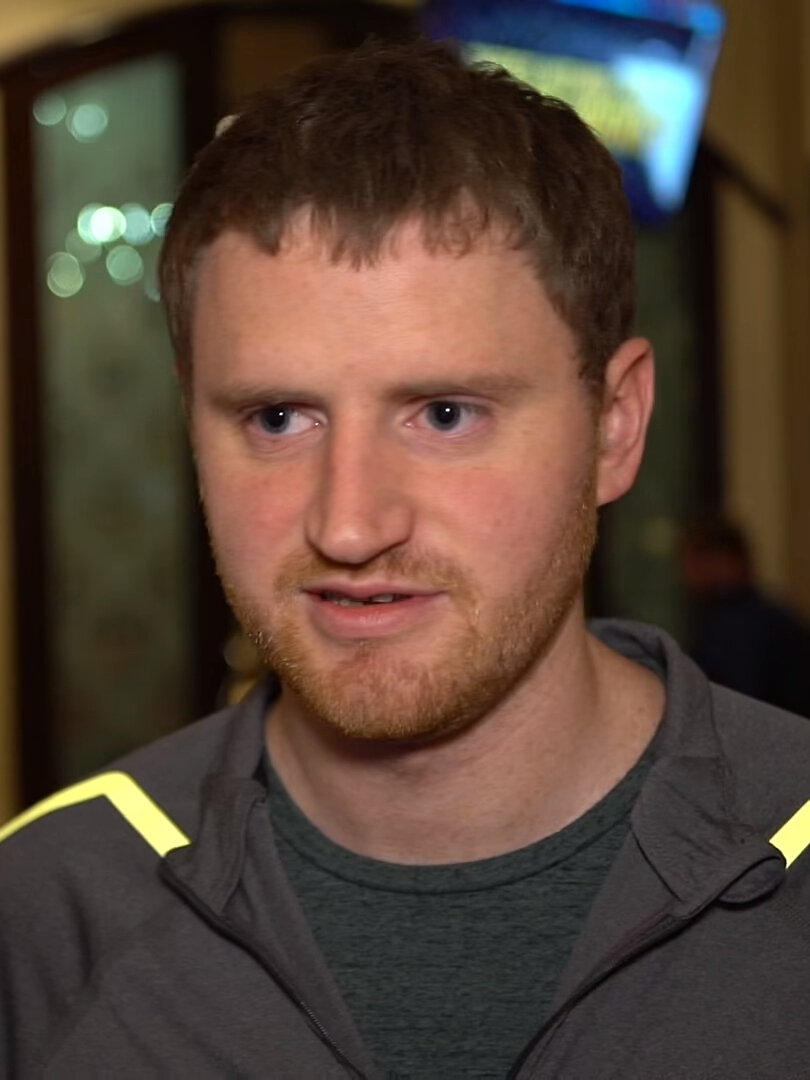
David Peters erhielt sein viertes Bracelet

Bei der World Series of Poker 2022 am Las Vegas Strip waren sechs High Roller mit Buy-ins zwischen 25.000 und 250.000 US-Dollar angesetzt. Beim ersten dieser Turniere wurde vom 31. Mai bis 2. Juni 2022 bei der WSOP erstmals ein High Roller als Bounty-Turnier gespielt, bei dem der Amerikaner David Peters sein viertes Bracelet gewann. Für die 46 Spieler gab es 7 bezahlte Plätze.

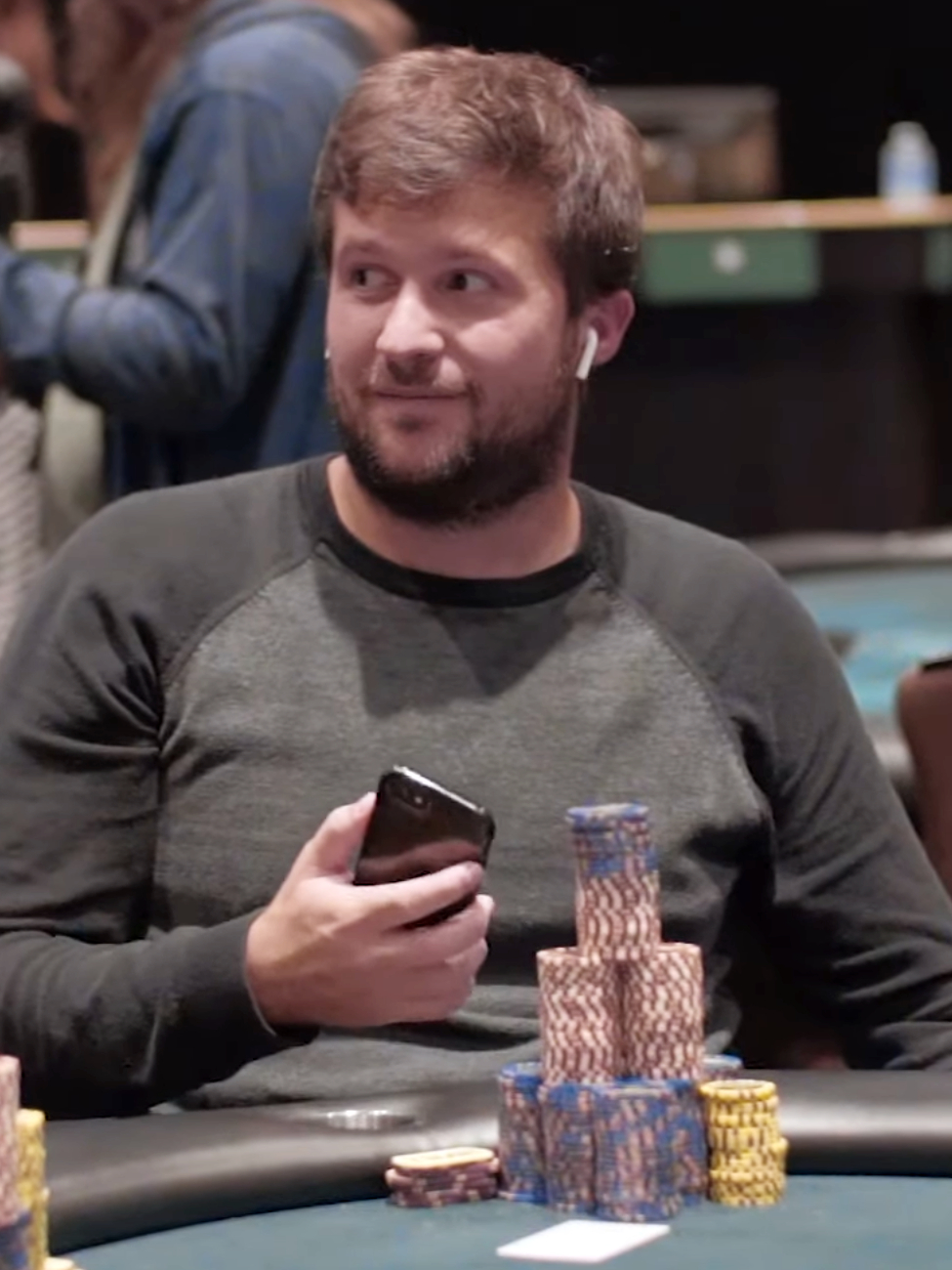
Chad Eveslage wurde mit seinem ersten Bracelet prämiert

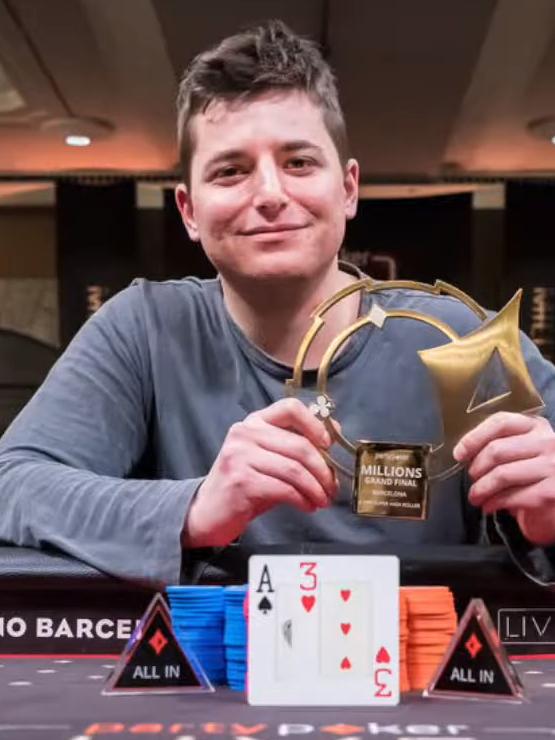
Jake Schindler gewann sein erstes Bracelet

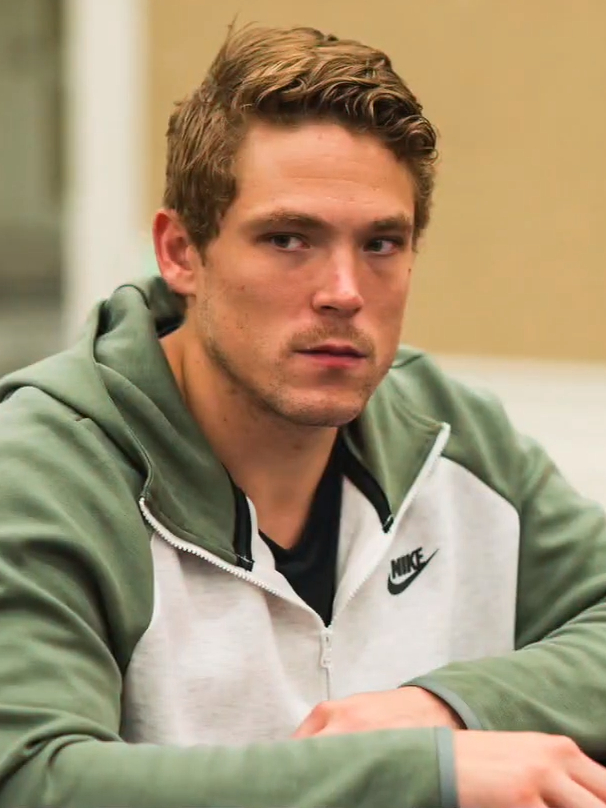
Alex Foxen erhielt sein erstes Bracelet

| Platz | Herkunft                | Spieler           | Preisgeld (in $) |
| ----- | ----------------------- | ----------------- | ---------------- |
| 1     | Vereinigte Staaten      | David Peters      | 1.166.810        |
| 2     | Vereinigte Staaten      | Chance Kornuth    | 0.721.144        |
| 3     | Italien                 | Dario Sammartino  | 0.498.696        |
| 4     | Bosnien und Herzegowina | Almedin Imširović | 0.350.158        |
| 5     | Deutschland             | Koray Aldemir     | 0.249.693        |
| 6     | Vereinigte Staaten      | Matthew Steinberg | 0.180.872        |
| 7     | Vereinigte Staaten      | Phil Ivey         | 0.133.127        |

 Das zweite High Roller startete am 4. Juni 2022 und hatte einen Buy-in von 25.000 US-Dollar. Chad Eveslage sicherte sich sein erstes Bracelet. Für die 251 Spieler gab es 38 bezahlte Plätze.

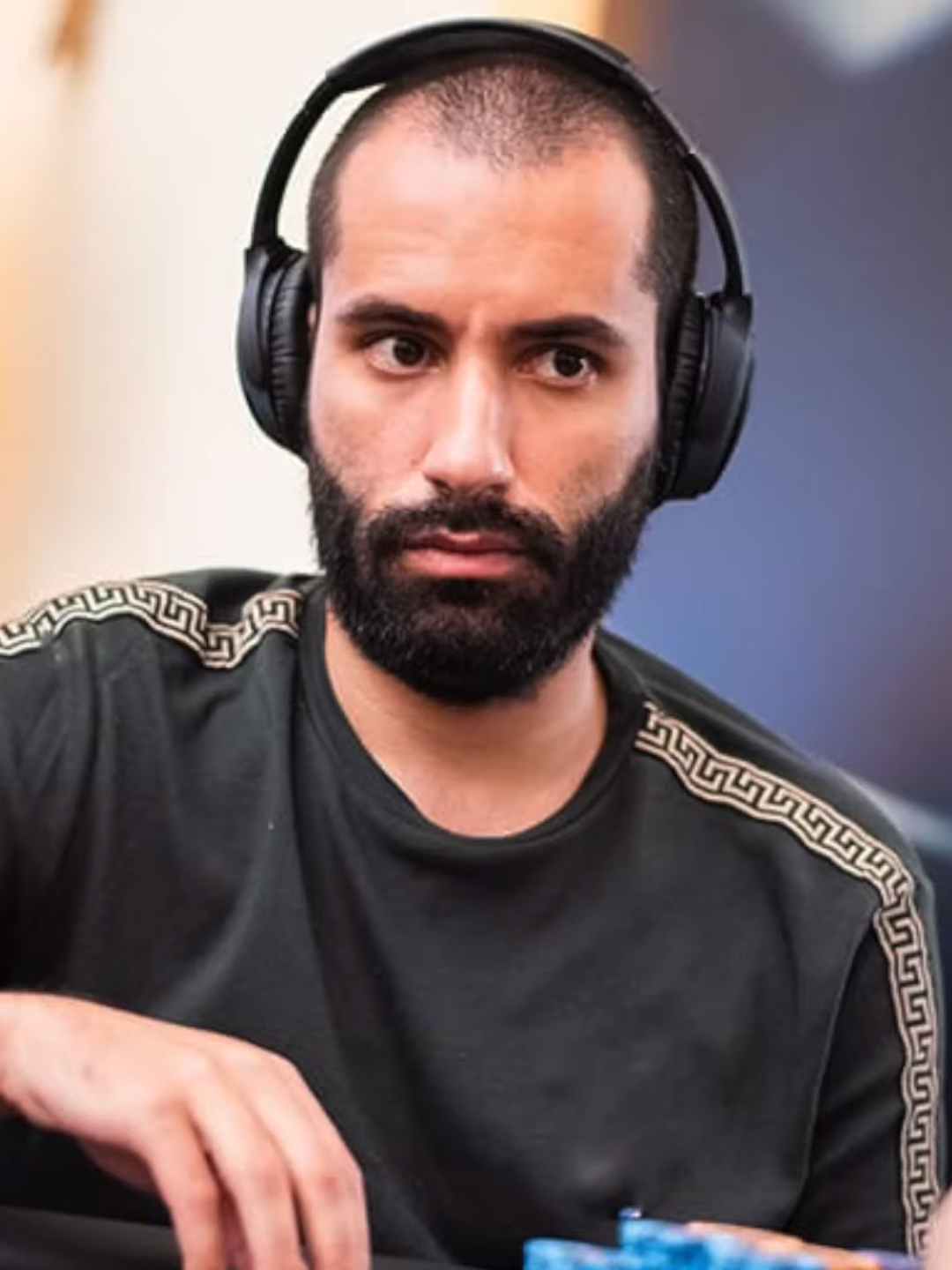
João Vieira wurde zum ersten Portugiesen mit zwei Bracelets

| Platz | Herkunft           | Spieler         | Preisgeld (in $) |
| ----- | ------------------ | --------------- | ---------------- |
| 1     | Vereinigte Staaten | Chad Eveslage   | 1.415.610        |
| 2     | Vereinigte Staaten | Jake Schindler  | 0.874.915        |
| 3     | Vereinigte Staaten | Josh Arieh      | 0.616.047        |
| 4     | Vereinigte Staaten | Chris Brewer    | 0.442.213        |
| 5     | Vereinigte Staaten | Brek Schutten   | 0.323.730        |
| 6     | Deutschland        | Koray Aldemir   | 0.241.791        |
| 7     | Vereinigte Staaten | Antonio Lievano | 0.184.324        |
| 8     | Bulgarien          | Ognjan Dimow    | 0.143.480        |
| 9     | Vereinigte Staaten | Daniel Colpoys  | 0.114.094        |

 Das dritte High Roller mit einem Buy-in von 50.000 US-Dollar lief vom 6. bis 8. Juni 2022. Jake Schindler sicherte sich sein erstes Bracelet. Für die 101 Spieler gab es 16 bezahlte Plätze.
| Platz | Herkunft           | Spieler              | Preisgeld (in $) |
| ----- | ------------------ | -------------------- | ---------------- |
| 1     | Vereinigte Staaten | Jake Schindler       | 1.328.068        |
| 2     | Vereinigte Staaten | Brek Schutten        | 0.820.808        |
| 3     | Thailand           | Punnat Punsri        | 0.593.481        |
| 4     | Vereinigte Staaten | Shannon Shorr        | 0.436.412        |
| 5     | Vereinigte Staaten | David Peters         | 0.326.464        |
| 6     | Vereinigte Staaten | Andrew Lichtenberger | 0.248.516        |
| 7     | Vereinigte Staaten | Michael Rocco        | 0.192.570        |
| 8     | Italien            | Dario Sammartino     | 0.151.942        |
| 9     | Vereinigte Staaten | Sean Winter          | 0.122.114        |

 Das vierte High Roller hatte einen Buy-in von 100.000 US-Dollar und lief am 19. und 20. Juni 2022. Aleksejs Ponakovs machte sich zum ersten lettischen mehrfachen Braceletgewinner. Für die 62 Spieler gab es 10 bezahlte Plätze.
| Platz | Herkunft               | Spieler             | Preisgeld (in $) |
| ----- | ---------------------- | ------------------- | ---------------- |
| 1     | Lettland               | Aleksejs Ponakovs   | 1.897.363        |
| 2     | Vereinigte Staaten     | Phil Ivey           | 1.172.659        |
| 3     | Vereinigtes Konigreich | Ben Heath           | 0.805.024        |
| 4     | Vereinigte Staaten     | Gregory Jensen      | 0.571.896        |
| 5     | Vereinigte Staaten     | Michael Moncek      | 0.420.944        |
| 6     | Vereinigtes Konigreich | Talal Shakerchi     | 0.321.437        |
| 7     | Belarus                | Mikita Badsjakouski | 0.255.001        |
| 8     | Japan                  | Masashi Oya         | 0.210.485        |
| 9     | Vereinigte Staaten     | Nick Petrangelo     | 0.181.068        |

 Das Super High Roller war mit einem Startgeld von 250.000 US-Dollar das teuerste Event auf dem Turnierplan und wurde vom 23. bis 25. Juni 2022 gespielt. Dabei gewann Alex Foxen sein erstes Bracelet. Für die 56 Spieler gab es 9 bezahlte Plätze.
| Platz | Herkunft           | Spieler        | Preisgeld (in $) |
| ----- | ------------------ | -------------- | ---------------- |
| 1     | Vereinigte Staaten | Alex Foxen     | 4.563.700        |
| 2     | Vereinigte Staaten | Brandon Steven | 2.820.581        |
| 3     | Vereinigte Staaten | Chris Hunichen | 1.931.718        |
| 4     | Spanien            | Adrián Mateos  | 1.367.206        |
| 5     | Vereinigte Staaten | Sam Soverel    | 1.001.142        |
| 6     | Tschechien         | Martin Kabrhel | 0.759.362        |
| 7     | Vereinigte Staaten | Phil Ivey      | 0.597.381        |
| 8     | Vereinigte Staaten | Daniel Zack    | 0.488.095        |
| 9     | Danemark           | Henrik Hecklen | 0.414.815        |

 Das letzte High Roller hatte einen Buy-in von 50.000 US-Dollar und begann am 14. Juli 2022. Der Portugiese João Vieria gewann sein zweites Bracelet. Für die 107 Spieler gab es 17 bezahlte Plätze.
| Platz | Herkunft               | Spieler              | Preisgeld (in $) |
| ----- | ---------------------- | -------------------- | ---------------- |
| 1     | Portugal               | João Vieira          | 1.384.413        |
| 2     | Spanien                | Lander Lijó          | 0.855.631        |
| 3     | Vereinigte Staaten     | Galen Hall           | 0.625.941        |
| 4     | Vereinigte Staaten     | Daniel Colpoys       | 0.463.589        |
| 5     | Vereinigte Staaten     | Brian Rast           | 0.347.658        |
| 6     | Vereinigte Staaten     | Sean Perry           | 0.264.034        |
| 7     | Deutschland            | Fedor Holz           | 0.203.107        |
| 8     | Vereinigtes Konigreich | Stephen Chidwick     | 0.158.278        |
| 9     | Griechenland           | Alexandros Theologis | 0.124.974        |

### World Series of Poker Europe 2022
Bei der World Series of Poker Europe 2022 in Rozvadov stehen zwei High Roller auf dem Turnierplan. Das Platinum High Roller mit einem Buy-in von 25.000 Euro lief vom 7. bis 8. November 2022. Der Malaysier Paul Phua sicherte sich dabei sein erstes Bracelet. Für die 67 Spieler gab es 11 bezahlte Plätze.
| Platz | Herkunft               | Spieler         | Preisgeld (in €) |
| ----- | ---------------------- | --------------- | ---------------- |
| 1     | Malaysia               | Paul Phua       | 482.433          |
| 2     | Korea Sud              | Gab Yong Kim    | 298.163          |
| 3     | Vereinigte Staaten     | Shaun Deeb      | 205.566          |
| 4     | Kanada                 | Daniel Negreanu | 146.370          |
| 5     | Frankreich             | Julien Martini  | 107.752          |
| 6     | Vereinigtes Konigreich | Ben Heath       | 082.104          |
| 7     | Hongkong               | Wayne Heung     | 064.835          |
| 8     | Finnland               | Eelis Pärssinen | 053.129          |
| 9     | Norwegen               | Espen Jørstad   | 045.242          |

 Das 50.000 Euro Diamond High Roller wurde am 10. und 11. November 2022 gespielt. Örpen Kısacıkoğlu gewann sein erstes Bracelet. Für die 45 Spieler gab es 7 bezahlte Plätze.
| Platz | Herkunft               | Spieler           | Preisgeld (in €) |
| ----- | ---------------------- | ----------------- | ---------------- |
| 1     | Turkei                 | Örpen Kısacıkoğlu | 748.106          |
| 2     | Vereinigtes Konigreich | Sam Grafton       | 462.363          |
| 3     | Vereinigte Staaten     | Shaun Deeb        | 313.919          |
| 4     | Vereinigte Staaten     | Nick Petrangelo   | 220.045          |
| 5     | Kanada                 | Timothy Adams     | 159.413          |
| 6     | Deutschland            | Daniel Pidun      | 119.492          |
| 7     | Kanada                 | Daniel Dvoress    | 092.787          |

### World Series of Poker 2023
Bei der World Series of Poker 2023 am Las Vegas Strip waren sechs High Roller mit Buy-ins zwischen 25.000 und 250.000 US-Dollar angesetzt. Das erste, ein 25.000 US-Dollar teures Six Max, lief vom 30. Mai bis 1. Juni 2023 und wurde vom Schweizer Alexandre Vuilleumier gewonnen. Für die 207 Spieler gab es 32 bezahlte Plätze.

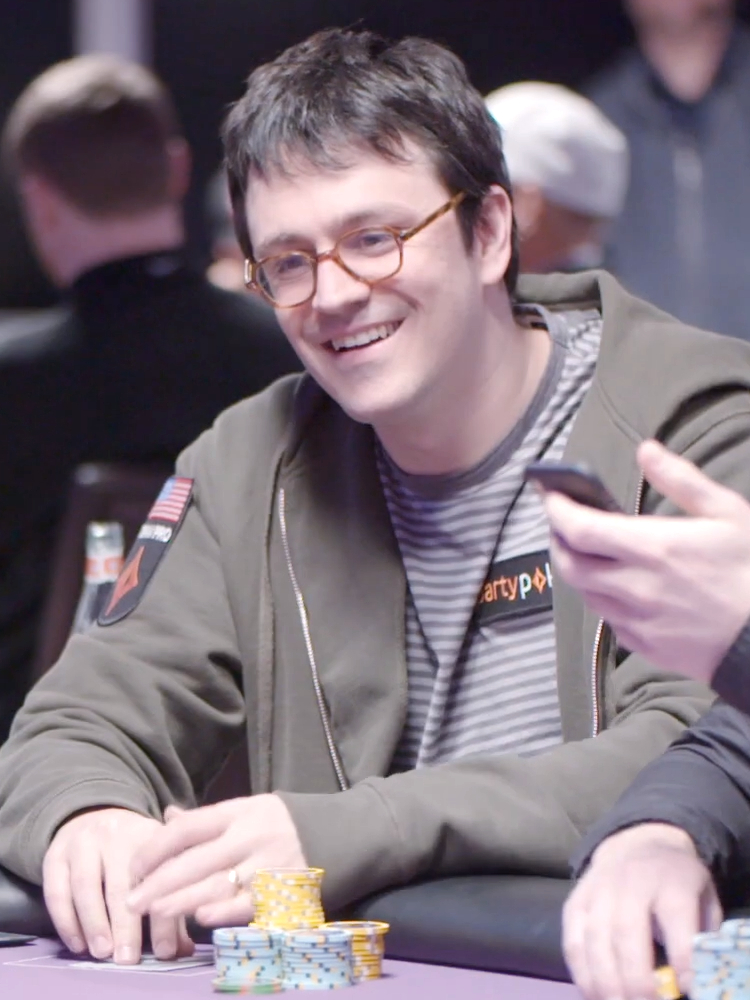
Isaac Haxton sicherte sich sein erstes Bracelet

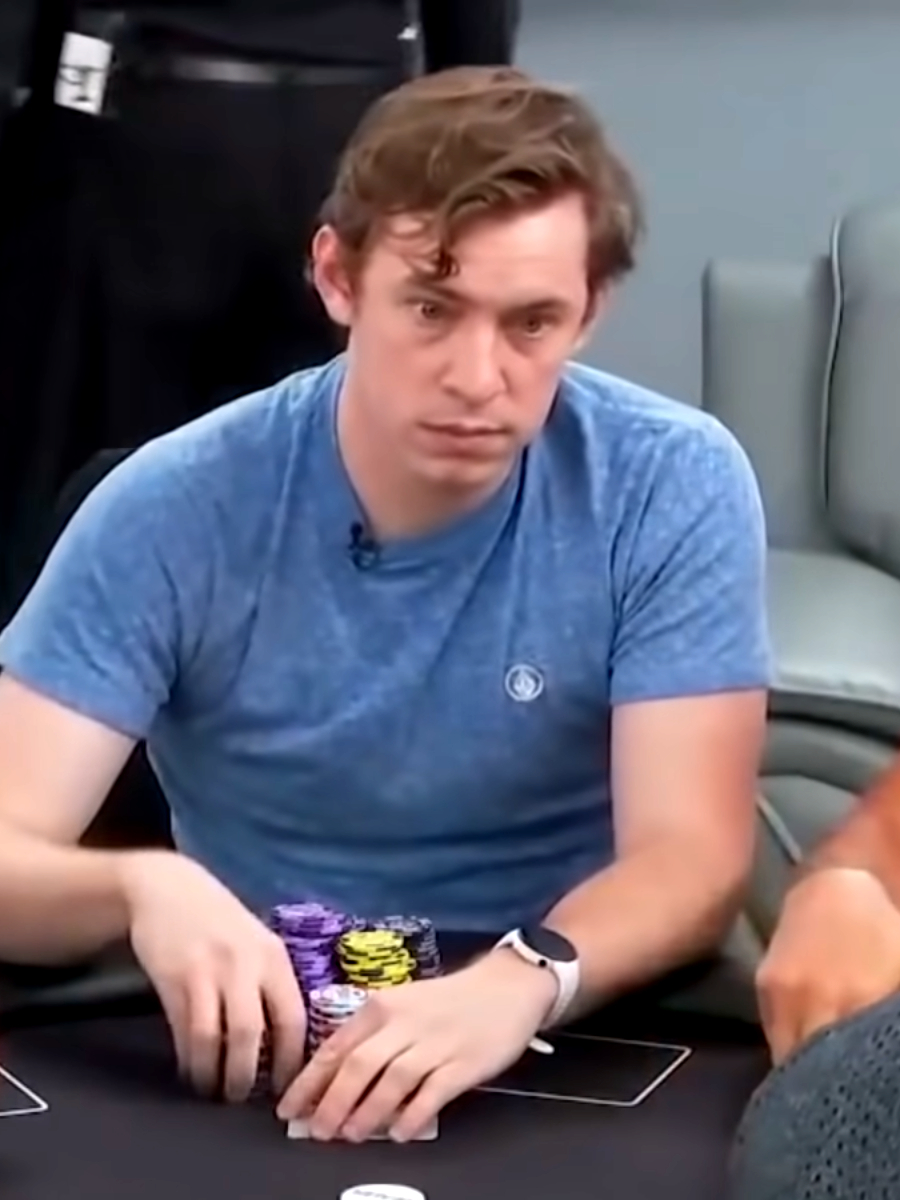
Chris Brewer erhielt sein erstes Bracelet

| Platz | Herkunft               | Spieler               | Preisgeld (in $) |
| ----- | ---------------------- | --------------------- | ---------------- |
| 1     | Schweiz                | Alexandre Vuilleumier | 1.215.864        |
| 2     | Vereinigte Staaten     | Chance Kornuth        | 0.751.463        |
| 3     | Vereinigte Staaten     | Sean Winter           | 0.518.106        |
| 4     | Frankreich             | Axel Hallay           | 0.363.326        |
| 5     | Vereinigte Staaten     | Ren Lin               | 0.259.220        |
| 6     | Vereinigte Staaten     | Joey Weissman         | 0.188.219        |
| 7     | Vereinigte Staaten     | Chris Moore           | 0.139.130        |
| 8     | Vereinigtes Konigreich | Elior Sion            | 0.104.733        |
| 9     | Vereinigte Staaten     | Jake Schindler        | 0.104.733        |

 Das zweite High Roller mit einem Buy-in von 25.000 US-Dollar wurde vom 6. bis 8. Juni 2023 gespielt. Für die 301 Spieler gab es 46 bezahlte Plätze. Isaac Haxton gewann sein erstes Bracelet.
| Platz | Herkunft               | Spieler        | Preisgeld (in $) |
| ----- | ---------------------- | -------------- | ---------------- |
| 1     | Vereinigte Staaten     | Isaac Haxton   | 1.698.215        |
| 2     | Vereinigtes Konigreich | Ryan O’Donnell | 1.049.577        |
| 3     | Vereinigte Staaten     | Darren Elias   | 0.725.790        |
| 4     | Vereinigtes Konigreich | Lewis Spencer  | 0.511.782        |
| 5     | Tschechien             | Roman Hrabec   | 0.368.134        |
| 6     | Vereinigte Staaten     | Frank Funaro   | 0.270.238        |
| 7     | Vereinigte Staaten     | Brian Rast     | 0.202.532        |
| 8     | Portugal               | João Vieira    | 0.155.037        |
| 9     | Vereinigte Staaten     | Michael Jozoff | 0.121.275        |

 Das dritte High Roller kostete 50.000 US-Dollar und lief vom 9. bis 11. Juni 2023. Für die 124 Spieler gab es 19 bezahlte Plätze. Der Deutsche Leon Sturm erhielt sein erstes Bracelet.
| Platz | Herkunft           | Spieler           | Preisgeld (in $) |
| ----- | ------------------ | ----------------- | ---------------- |
| 1     | Deutschland        | Leon Sturm        | 1.546.024        |
| 2     | Vereinigte Staaten | Bill Klein        | 0.955.513        |
| 3     | Niederlande        | Jans Arends       | 0.694.019        |
| 4     | Vereinigte Staaten | Alex Foxen        | 0.512.824        |
| 5     | Vereinigte Staaten | Seth Davies       | 0.385.617        |
| 6     | Vereinigte Staaten | Justin Bonomo     | 0.295.169        |
| 7     | Vereinigte Staaten | Sam Soverel       | 0.230.066        |
| 8     | Korea Sud          | Sung Joo Hyun     | 0.182.662        |
| 9     | Deutschland        | Anton Morgenstern | 0.147.776        |

 Das vierte High Roller hatte einen Buy-in von 100.000 US-Dollar und wurde zwischen dem 12. und 14. Juni 2023 ausgespielt. Für die 93 Spieler gab es 14 bezahlte Plätze. Jans Arends gewann als erster Niederländer ein zweites Bracelet.
| Platz | Herkunft           | Spieler        | Preisgeld (in $) |
| ----- | ------------------ | -------------- | ---------------- |
| 1     | Niederlande        | Jans Arends    | 2.576.729        |
| 2     | Vereinigte Staaten | Cary Katz      | 1.592.539        |
| 3     | Spanien            | Adrián Mateos  | 1.142.147        |
| 4     | Vereinigte Staaten | Chance Kornuth | 0.833.854        |
| 5     | Vereinigte Staaten | Jeremy Ausmus  | 0.619.919        |
| 6     | Hongkong           | Biao Ding      | 0.469.919        |
| 7     | Vereinigte Staaten | Justin Bonomo  | 0.362.279        |
| 8     | Vereinigte Staaten | Ren Lin        | 0.284.979        |
| 9     | Thailand           | Punnat Punsri  | 0.228.600        |

 Das Super High Roller kostete 250.000 US-Dollar und wurde vom 16. bis 18. Juni 2023 ausgetragen. Für die 69 Spieler gab es 11 bezahlte Plätze; Chris Brewer sicherte sich den Sieg und sein erstes Bracelet.
| Platz | Herkunft           | Spieler            | Preisgeld (in $) |
| ----- | ------------------ | ------------------ | ---------------- |
| 1     | Vereinigte Staaten | Chris Brewer       | 5.293.556        |
| 2     | Russland           | Artur Martirossjan | 3.271.666        |
| 3     | Tschechien         | Martin Kabrhel     | 2.279.038        |
| 4     | Bulgarien          | Aleks Kulew        | 1.632.005        |
| 5     | Vereinigte Staaten | Chance Kornuth     | 1.202.318        |
| 6     | Vereinigte Staaten | Dan Smith          | 0.912.022        |
| 7     | Vereinigte Staaten | David Peters       | 0.712.953        |
| 8     | Vereinigte Staaten | Brandon Steven     | 0.574.899        |
| 9     | Vereinigte Staaten | Steven Veneziano   | 0.478.663        |

 Das finale High Roller mit einem Buy-in von 50.000 US-Dollar begann am 12. und endete am 14. Juli 2023. Für die 176 Spieler gab es 27 bezahlte Plätze, Aleks Kulew sicherte sich den Sieg und sein erstes Bracelet.
| Platz | Herkunft           | Spieler           | Preisgeld (in $) |
| ----- | ------------------ | ----------------- | ---------------- |
| 1     | Bulgarien          | Aleks Kulew       | 2.087.073        |
| 2     | Ungarn             | Gergely Kulcsár   | 1.289.909        |
| 3     | Vereinigte Staaten | Jake Schindler    | 0.957.491        |
| 4     | Deutschland        | Daniel Smiljkovic | 0.713.413        |
| 5     | Deutschland        | Koray Aldemir     | 0.533.561        |
| 6     | Niederlande        | Johannes Straver  | 0.400.562        |
| 7     | Vereinigte Staaten | Brandon Wittmeyer | 0.301.859        |
| 8     | Israel             | Moshe Refaelowitz | 0.228.347        |
| 9     | Vereinigte Staaten | Justin Kindred    | 0.173.399        |

### World Series of Poker Europe 2023
Bei der World Series of Poker Europe 2023 in Rozvadov stand das 50.000 Euro teure Diamond High Roller auf dem Turnierplan, das am 9. und 10. November 2023 gespielt wurde. Für die 37 Spieler gab es 6 bezahlte Plätze und Santhosh Suvarna erhielt sein erstes Bracelet.
| Platz | Herkunft           | Spieler                 | Preisgeld (in €) |
| ----- | ------------------ | ----------------------- | ---------------- |
| 1     | Indien             | Santhosh Suvarna        | 650.000          |
| 2     | Vereinigte Staaten | Ren Lin                 | 400.000          |
| 3     | Kanada             | Daniel Dvoress          | 266.000          |
| 4     | Vereinigte Staaten | Chris Brewer            | 185.000          |
| 5     | Griechenland       | Ioannis Angelou-Konstas | 135.000          |
| 6     | Tschechien         | Martin Kabrhel          | 103.925          |

### World Series of Poker Paradise 2023

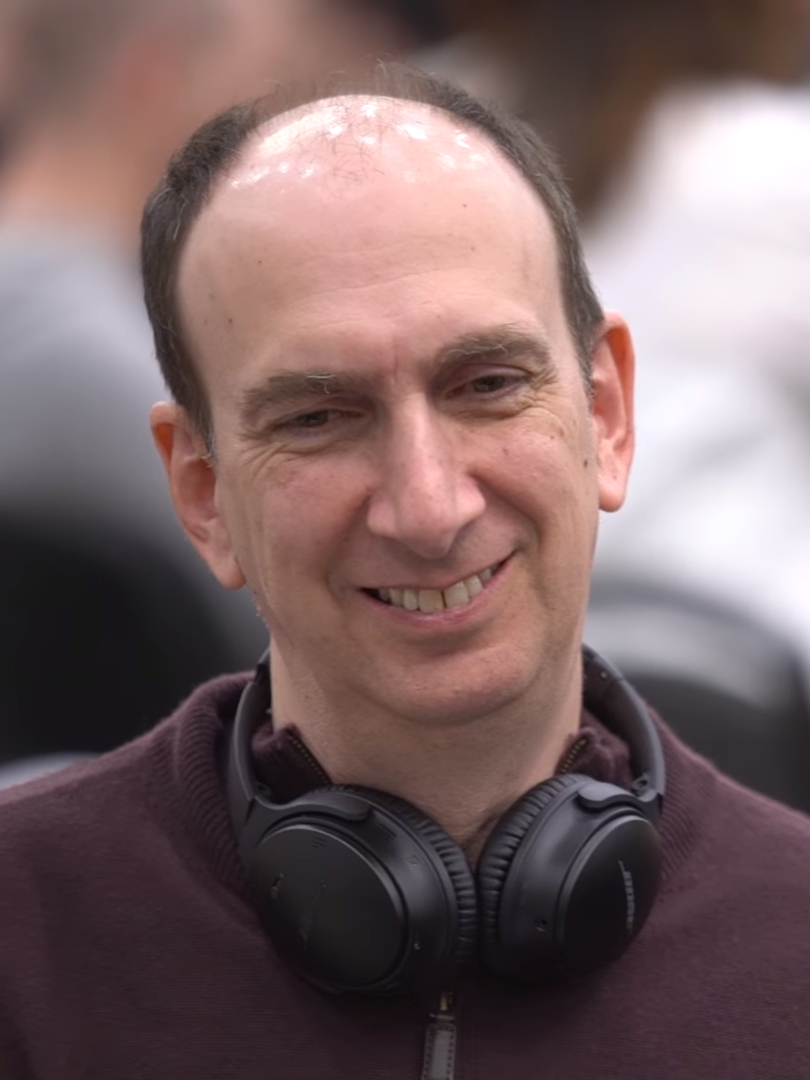
Erik Seidel gewann sein zehntes Bracelet

Bei der erstmals ausgetragenen World Series of Poker Paradise auf Paradise Island auf den Bahamas standen drei High Roller auf dem Turnierplan. Das Super High Roller kostete 50.000 US-Dollar und wurde am 8. und 9. Dezember 2023 gespielt. Der Amerikaner Erik Seidel wurde zum fünften Spieler mit mindestens 10 Bracelets. Für die 137 Spieler gab es 21 bezahlte Plätze.
| Platz | Herkunft           | Spieler           | Preisgeld (in $) |
| ----- | ------------------ | ----------------- | ---------------- |
| 1     | Vereinigte Staaten | Erik Seidel       | 1.704.400        |
| 2     | Vereinigte Staaten | Seth Gottlieb     | 1.052.800        |
| 3     | Turkei             | Örpen Kısacıkoğlu | 0.778.300        |
| 4     | Vereinigte Staaten | Jason Koon        | 0.582.100        |
| 5     | Japan              | Koichi Chiba      | 0.440.500        |
| 6     | Vereinigte Staaten | Alex Foxen        | 0.337.300        |
| 7     | Vereinigte Staaten | Jonathan Jaffe    | 0.261.400        |
| 8     | Spanien            | Adrian Mateos     | 0.205.000        |
| 9     | Kanada             | Timothy Adams     | 0.162.800        |

 Das dreitägige Ultra High Roller mit einem Buy-in von 100.000 US-Dollar startete am 9. Dezember 2023 und wurde vom Japaner Masashi Oya gewonnen. Für die 111 Spieler gab es 17 bezahlte Plätze.
| Platz | Herkunft               | Spieler         | Preisgeld (in $) |
| ----- | ---------------------- | --------------- | ---------------- |
| 1     | Japan                  | Masashi Oya     | 2.940.000        |
| 2     | Vereinigte Staaten     | Jason Koon      | 1.817.000        |
| 3     | Deutschland            | Leon Sturm      | 1.322.000        |
| 4     | China Volksrepublik    | Quan Zhou       | 0.976.000        |
| 5     | Vereinigte Staaten     | Nick Schulman   | 0.731.000        |
| 6     | Argentinien            | Iván Lucá       | 0.555.000        |
| 7     | Vereinigtes Konigreich | Ben Heath       | 0.430.000        |
| 8     | Hongkong               | Daniel Tang     | 0.336.000        |
| 9     | Kanada                 | Lucas Greenwood | 0.268.000        |

 Zum Abschluss der Turnierserie wurde am 12. und 13. Dezember 2023 ein Six Max mit 10.000 US-Dollar Buy-in ausgespielt. Für die 169 Spieler gab es 26 bezahlte Plätze; als Sieger setzte sich der Chinese Dong Chen durch.
| Platz | Herkunft            | Spieler          | Preisgeld (in $) |
| ----- | ------------------- | ---------------- | ---------------- |
| 1     | China Volksrepublik | Dong Chen        | 411.659          |
| 2     | Frankreich          | Thomas Santerne  | 254.417          |
| 3     | Frankreich          | Jean-Noël Thorel | 182.188          |
| 4     | Vereinigte Staaten  | Michael Watson   | 132.800          |
| 5     | Korea Sud           | Jin Hoon Lee     | 098.564          |
| 6     | China Volksrepublik | Zhewen Hu        | 074.512          |
| 7     | Tschechien          | Roman Hrabec     | 057.395          |
| 8     | Spanien             | Sergi Reixach    | 045.062          |
| 9     | Osterreich          | Armin Rezaei     | 036.075          |